# Alpioniscus verhoeffi
Alpioniscus verhoeffi is een pissebed uit de familie Trichoniscidae. De wetenschappelijke naam van de soort is voor het eerst geldig gepubliceerd in 1938 door Strouhal.